# Kung Oscars fjord
Kung Oscars fjord är en 135 km lång och 10-25 km bred fjord i nordöstra Grönland. Den utgör Scoresby Lands norra gräns och avgränsas av Traill Ø samt Geographical Society Ø. I den inre nordliga änden av fjorden ligger Ellas ö. Fjorden namngavs 1899 under en expedition av Alfred Nathorst efter den svenske kungen Oscar II.
Fjorden står genom Antarctic Sund i förbindelse med Frans Josefs fjord, mynnar söderut i Davy Sund. Österut finns två grenar Sofia Sund och Vega Sund.